# استفان زابو (مهندس)
استفان زابو (بالألمانية: István Szabó)‏ (و. 1906 – 1980 م) هو مهندس، وأستاذ جامعي، وفيزيائي ألماني، توفي في برلين، عن عمر يناهز 74 عاماً.

## التعليم
تعلم في جامعة برلين للتكنولوجيا
.